# Runzgenossenschaft
Runzgenossenschaften sind Genossenschaften in Freiburg im Breisgau, die künstlich angelegte Wasserläufe (sogenannte Runzen, alternative Schreibweise Runs) zur gemeinschaftlichen wirtschaftlichen Nutzung wie Be- bzw. Entwässerung, Mühlen-Antrieb oder Energie-Erzeugung betreiben. Damit unterscheiden sie sich von Trinkwassergenossenschaften wie z. B. der Röhrwassergewerkschaft in der Lutherstadt Wittenberg, welche seit dem 16. Jahrhundert das „Jungfernröhrwasser“ von einem gefassten Quellgebiet in Trinkwasserbrunnen der Stadt liefert.
Der alemannische Begriff „Runz“ kommt von „rinnen“ und wird für einen von Menschen angelegten Wasserlauf verwendet.
Die Genossenschaften garantierten und kontrollierten die Wassermenge, die Wasserverteilung, das Einleiten und Durchlaufen des von einem natürlichen Fließgewässer etwa in den örtlichen Gewerbekanal abgeleiteten Wassers. Eine gerechte Verteilung des Wassers war für die mittelalterliche Stadtwirtschaft von Bedeutung; der von den Runzgenossen bestellte Runzmeister ist für die der Genossenschaft gehörenden Runzen verantwortlich. Er beschäftigt einen Runzknecht, welcher die Anlage täglich kontrollieren, reinigen und instand halten muss und im Bedarfsfall die Wehre betätigt. Dafür zahlen die Genossen und Nutzer einen Wasserzins.

## Geschichte

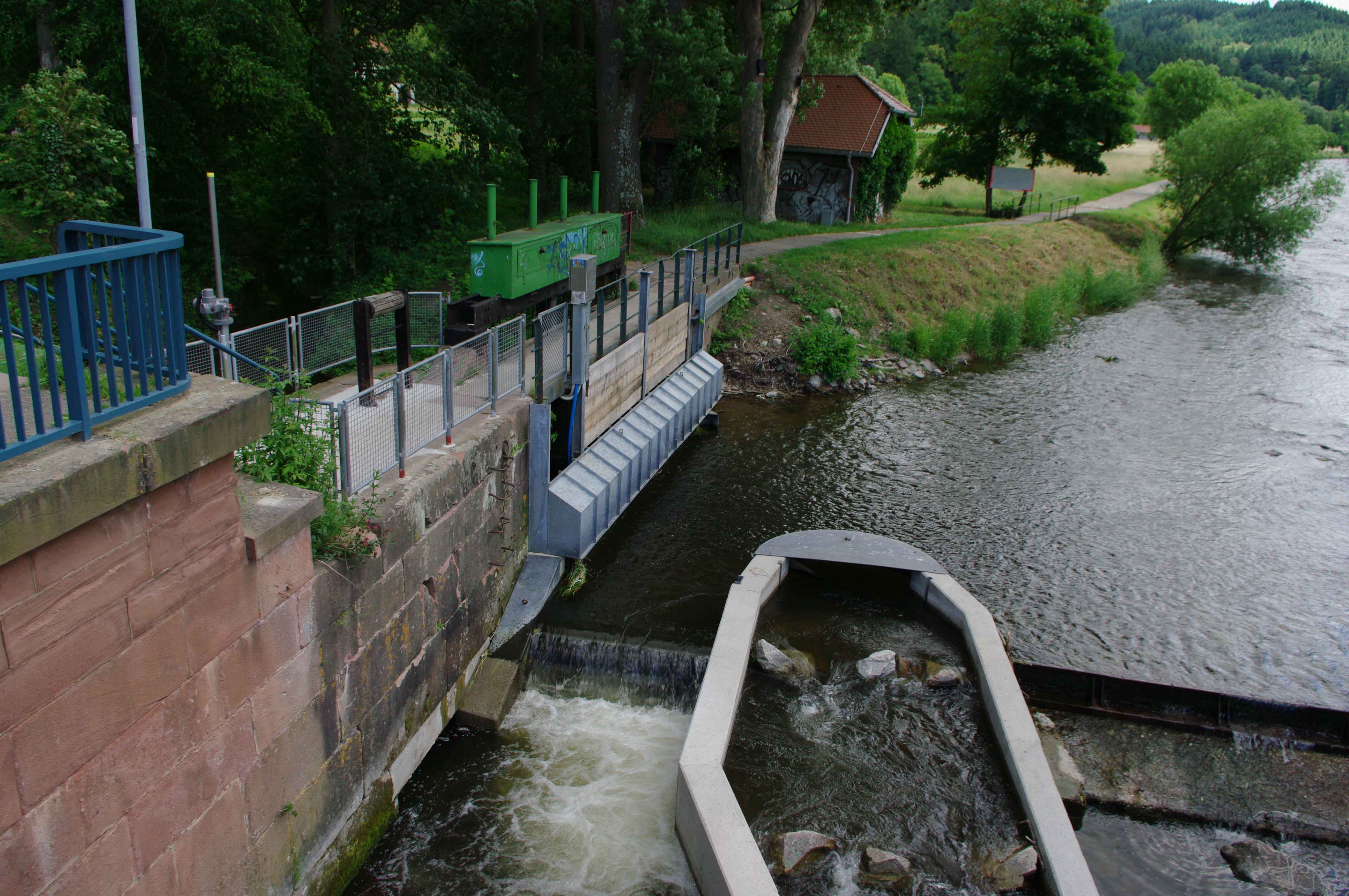
Stellfalle am Abschlag des Gewerbekanals der Oberen Runz der Werksbesitzer aus der Dreisam

Erstmals werden in Freiburg Vereinbarungen zur Regulierung der Wiesenbewässerung im 13. Jahrhundert zwischen Klöstern getroffen, deren Besitzungen an Wasserläufen aneinander stießen. „Runzgenossenschaften“ im eigentlichen Sinne – also mit Regeln und strukturierter Willensbildung – finden wir erst am Ende des 15. Jahrhunderts.
Zur Nutzung des Wassers der Gewerbebäche gab es in Freiburg fünf derartige Genossenschaften, daneben bestanden aber noch zahlreiche Wiesenrunzen zur Bewässerung landwirtschaftlich genutzter Flächen. Viele Gewerke nutzten das Wasser: Getreide- und Ölmüller, Gerber, Färber, Fischer, Metzger, Glasbläser, Bierbrauer und Bader. Fischer benutzten das Wasser zur Kühlung. Manche Nutzungen schlossen sich  zeitgleich aus. So war das Einleiten von Abwässern der Gerber und Färber während der Wiesenwässerung verboten. Für das Schlachthaus und die Metzger gab es genau festgelegte Schlachttage.
Später wurde dann die Wasserkraft wichtig auch für Waffen-, Hammer-, Huf- und Nagelschmiede, Feilenhauer und Sägenfeiler, für Granat- und Edelsteinschleifer, für Drechsler, Papiermüller und Buchdrucker sowie für die Seiden-, Leim- und Düngemittelfabrikation.
Für die Ansiedelung großer Fabriken im 19. Jahrhundert waren die Runzen nicht ohne Bedeutung. Wasser wurde mehr und mehr industriell genutzt. Nutzer waren die Papier- und Textilindustrie, Holz- und Metallverarbeitung sowie die Nahrungsmittelproduktion. Mit der Elektrifizierung und dem Einbau von Turbinen gab es für die innerstädtischen Wasserläufe eine zusätzliche neue Anwendung.
Am Beginn des 21. Jahrhunderts dienen diese Wasserläufe  noch als Lieferanten für Löschwasser und Gießwasser für Kleingärten, als Vorfluter für Regenwasser und Schutz vor Hochwasser und für die industrielle Kühlung. Außerdem werden sie wieder vermehrt zur Stromerzeugung in reaktivierten oder neu installierten Kleinkraftwerken genutzt. Daher sind die Aufgaben der Genossenschaft noch nicht entbehrlich, und so bestehen auch heute noch drei derartige Genossenschaften in Freiburg, von denen die „Obere Runz der Werksbesitzer“ (Gewerbekanal im Bereich Oberau, Altstadt und Freiburger Norden) noch im ursprünglichen Sinne arbeitet. Daneben gibt es noch die Metzgergrün-/Eschholzrunz in den Stadtteilen Stühlinger und Betzenhausen sowie die Kronenmühlerunz (Kronenmühlebach) in den Stadtteilen Haslach und Weingarten.
In der Regel einmal im Jahr erfolgt der sogenannten Bachabschlag, bei dem die Kanäle und Bächle trockenfallen, damit Reinigung und Reparaturen durchgeführt werden können.